# Batalha de Monterrei
A Batalha de Monterrei foi um conflito armado ocorrido na Guerra Mexicano-Americana, onde o general Pedro de Ampudia e o Exército do Norte do México foram derrotados pelas forças americanas comandadas por Zachary Taylor. A batalha ocorreu no México, na cidade de Monterrei no Estado de Nuevo León, que não deve ser confundida com Monterei na Califórnia.

## Circunstâncias
Após sofrer muitas derrotas, o Exército do Norte do México que contava com 2 638 homens (Primeira, Quarta e Décima Linhas, duas companhias do Segundo e Sexto Regimento Ligeiro, Mexico & Morelia Activos, Sétimo, Oitavo e Regimentos da Cavalaria Ligeira e 13 canhões e peças de artilharia) tentava recuar até o sul e se reorganizar antes de enfrentarem as forças oponentes americanas lideradas pelo general Zachary Taylor. Próximos da antiga fortaleza de Monterrei, o general Pedro de Ampudia recebeu ordens de Antonio López de Santa Anna de recuar até a cidade de Saltillo, onde deveria estabelecer uma linha de defesa. Mas Ampudia, que estava faminto por vitórias ao mesmo tempo que temia uma revolta dos seus homens que estavam cansados das retiradas forçadas, não obedeceu Santa Anna e preferiu ficar em Monterrei.
Juntaram-se a Ampudia 3 140 vindos da Cidade do México: 1 080 da Brigada Garcia-Conde (Batalhões de Aguascalientes & Queretaro, dois esquadrões da Terceira Linha da Cavalaria, três canhões), 1 000 homens da Brigada Azpeitia (três linhas, dois esquadrões de Lanceiros de Jalisco, dois Esquadrões do Regimento da Cavalaria de Guanajuato, seis canhões e uma ambulância), 1 060 homens da Brigada Simeon Ramirez (Terceiro e Quarto Ligeiros, três canhões) e uma unidade de artilharia e voluntários irlandeses católicos do Mexico apelidados de Os São Patrícios ou Batalhão de São Patrício.

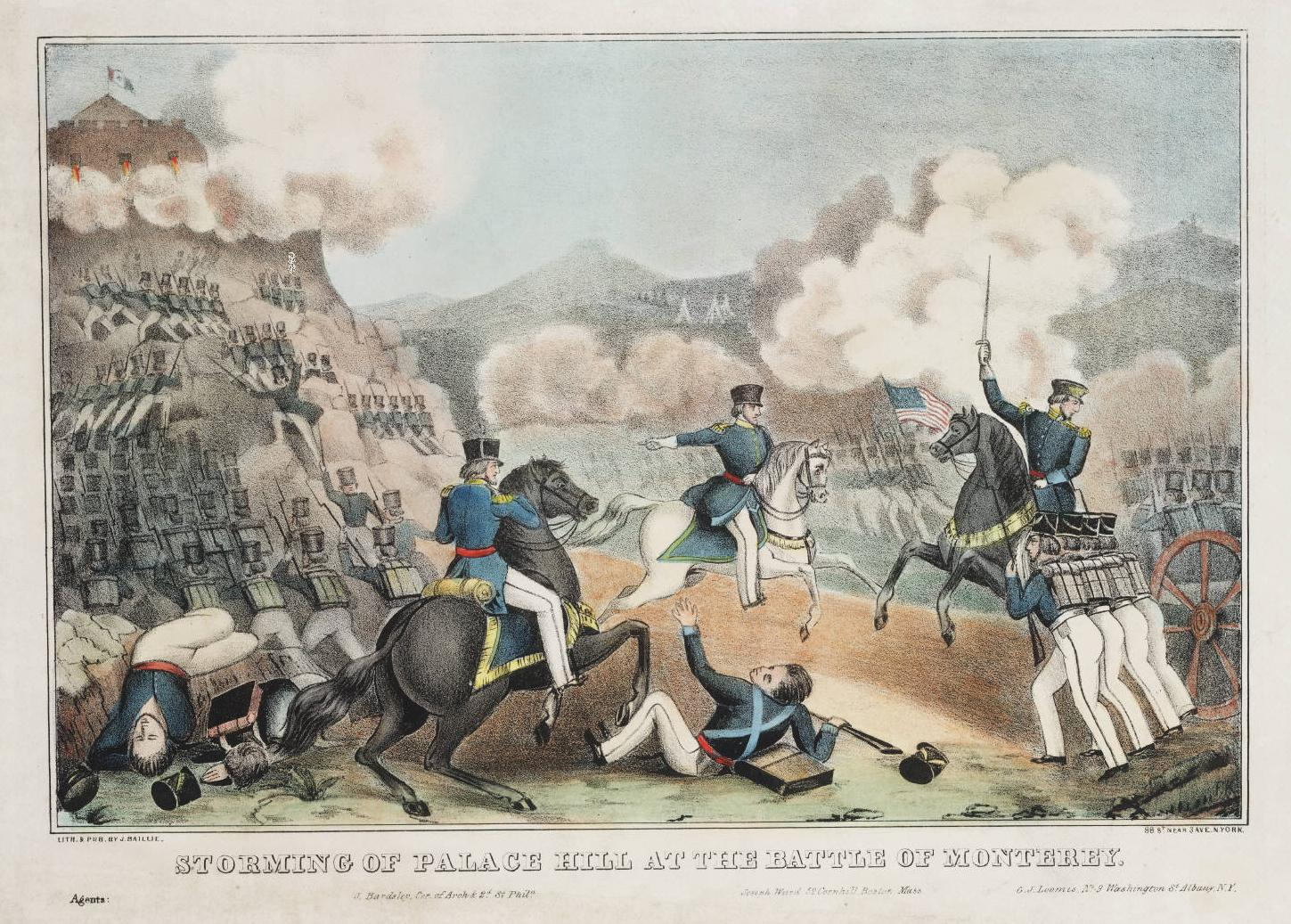
Storming of Palace Hill at the Battle of Monterey de Tompkins Harrison Matteson, pintado por volta de 1855

O general Pedro Ampudia preparou diversos quartéis para a defesa da cidade: As Fortificações da Cidadela, Tenería, da Federación, Rincão do Diabo, Puente de la Purísima e o Cerro do Obispado. Os soldados se aquartelaram em 21 de junho de 1846 diante do iminente ataque à cidade.
Os americanos chegaram em 19 de setembro de 1846 e dividiram suas forças em duas frentes: uma comandada pelo general William J. Worth e a outra pelo general Zachary Taylor, o primeiro com o objetivo de tomar o Cerro do Obispado e o segundo para atacar os os outros aquartelados.
As tropas de Taylor acamparam em São Domingo e tomaram a vila de Guadalupe em 20 de setembro, ao mesmo tempo que os voluntários texanos (Texas Rangers) do capitão John Coffee Hays avançaram para Obispado por São Gerônimo para enfrentar a cavalaria de Torrejón do coronel Juan Nepomuceno Nájera, Chefe dos Lanceiros de Jalisco, bloqueando o caminho para Saltillo. Esse era o único acesso por onde Monterrei poderia receber auxílio do interior. O coronel Nájera foi morto na batalha, e os mexicanos saudaram a bravura do tenente-coronel Mariano Moret, que teria chegado aos canhões e atacado os artilheiros americanos sob forte fogo inimigo, mesmo tendo sido atingido várias vezes.

## Batalha
Por três dias, as forças americanas assaltaram a cidade. Pesadas baixas aconteceram dos dois lados. No terceiro dia, a Divisão dos Texas Ranger e uma divisão de infantaria comandada pelo general William J. Worth conseguiram tomar quatro colinas a oeste da cidade. Posicionaram ali pesados canhões e bombardearam as forças inimigas fazendo-as deixar os morros. Usando de táticas diversionistas, as divisões dos americanos tentavam entrar na cidade tanto a leste como no oeste.
Um sangrento combate corpo-a-corpo ocorreu nos muros da cidade. O exército mexicano se concentrou no Palácio do Governo, o ponto mais elevado da cidade. Acuados nesse local e bombardeados por obuses da artilharia inimiga, o general Ampudia decidiu negociar uma trégua. Taylor, mesmo com um grande exército dentro de território inimigo, resolveu aceitar negociar um armistício de dois meses e a rendição da cidade. O exército mexicano marchou para fora da cidade nos dias 26, 27 e 28 de setembro, com suas armas e uma bateria de artilharia (seis canhões). Deixaram para trás 25 canhões.

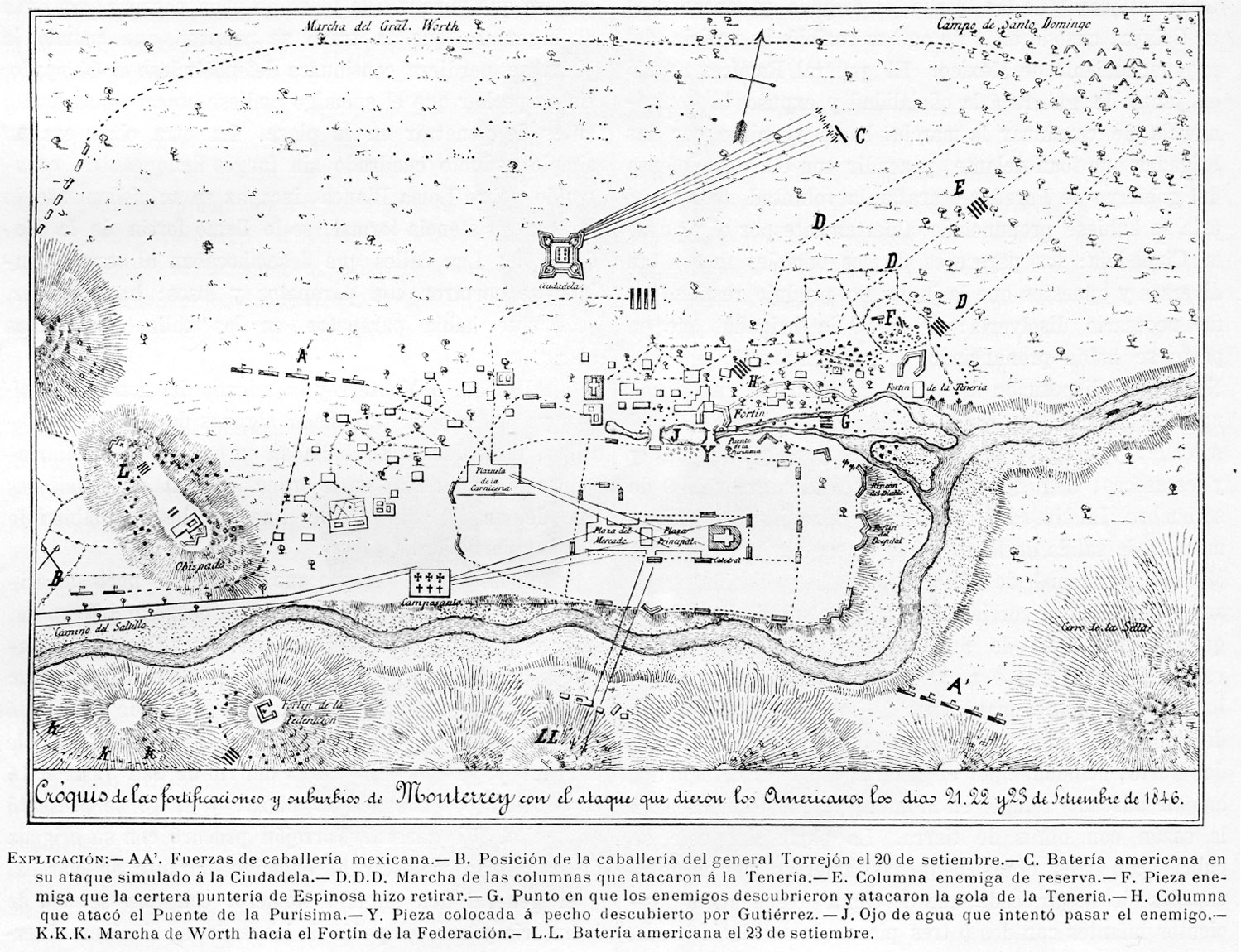
Esboço das fortificações e e arredores de Monterrei, indicando a direção dos ataques dos americanos

## Consequências
O resultado do armistício assinado entre Taylor e Ampudia teve consequências para a sequência da guerra. Taylor foi questionado por membros do governo federal americano, como o presidente James K. Polk que insistia que o exército não tinha autoridade para negociar tratados, apenas "matar os inimigos". Adicionalmente, os termos da trégua que fizeram com que os homens de Ampudia se retirassem honrosamente do campo de batalha com todas as suas armas, não foi aceito pelos observadores americanos.
Contudo, alguns argumentam que Ampudia iniciou a derrota do México na guerra. Muitos soldados mexicanos teriam se desencantado com a mesma depois dessa batalha.

## Filmes
- A Batalha de Monterrei foi recriada no filme One Man's Hero, que destaca a participação no conflito do "Batalhão de São Patrício".